# Thürnthenning

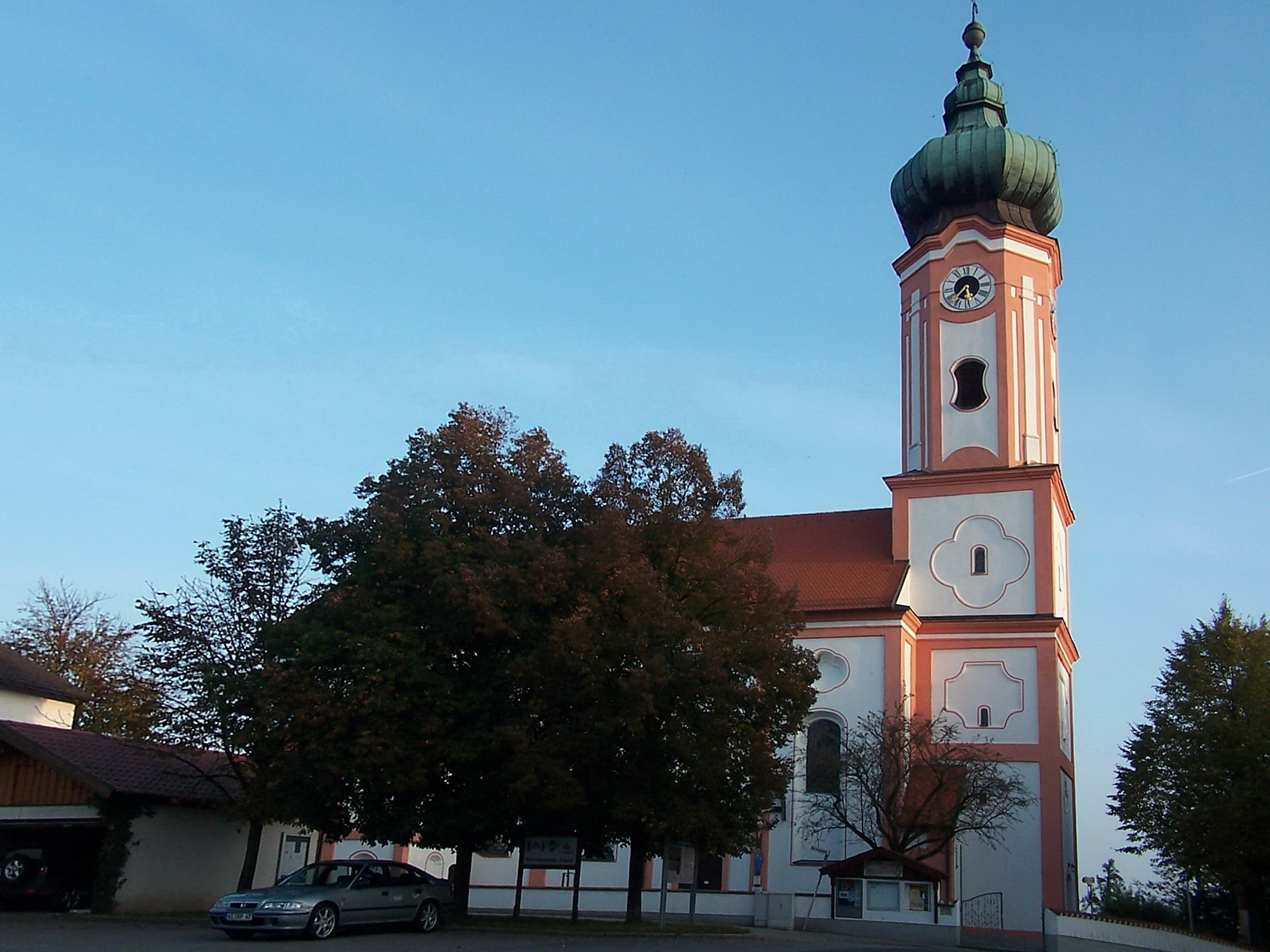
Die Filialkirche St. Johannes Nepomuk

Die frühere Gemeinde Thürnthenning im damaligen Landkreis Dingolfing

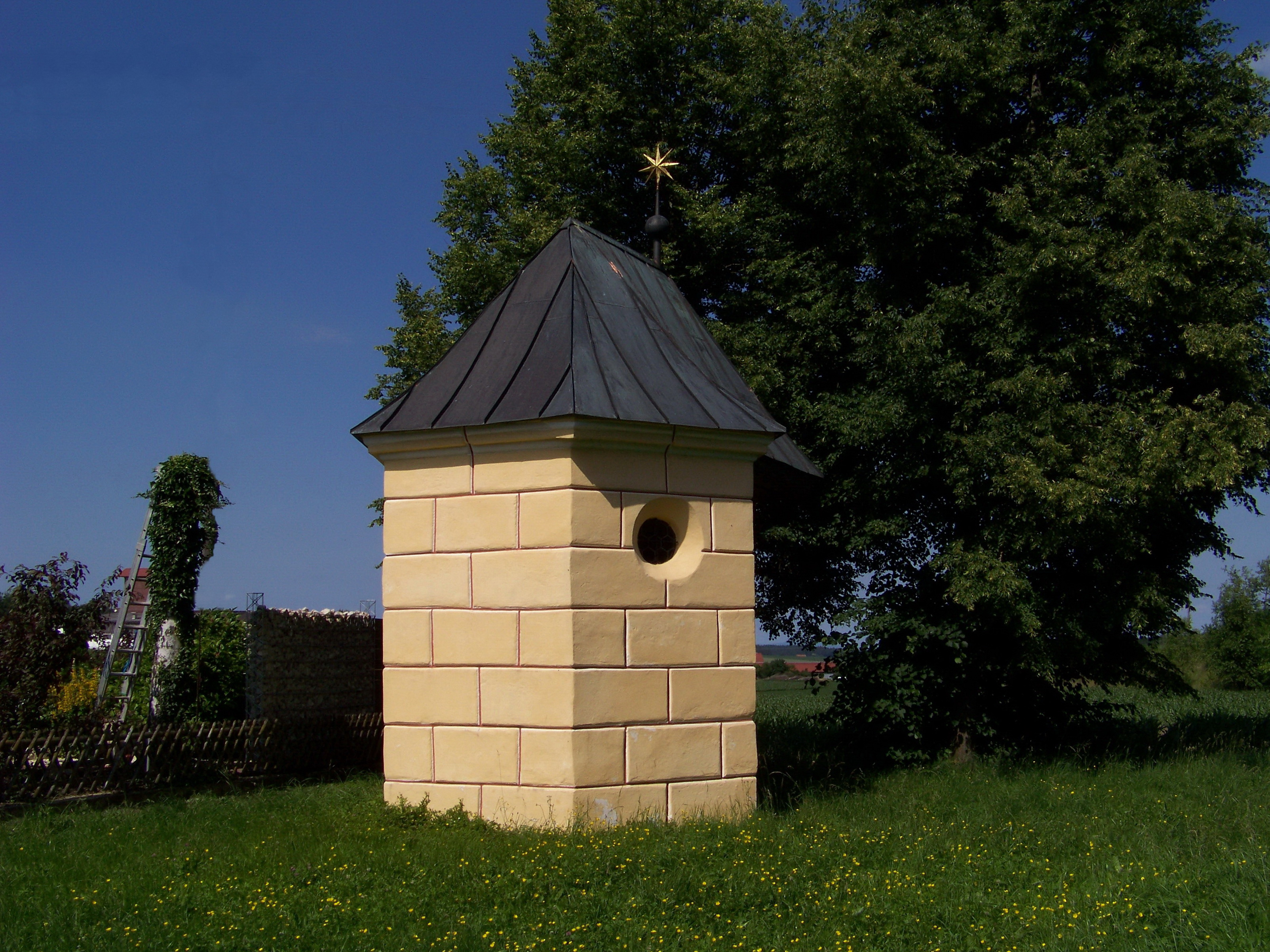
Die Wies-Kapelle

Thürnthenning ist ein Ortsteil der Gemeinde Moosthenning im niederbayerischen Landkreis Dingolfing-Landau. Bis 1971 bildete es eine selbstständige Gemeinde.

## Lage
Das Kirchdorf Thürnthenning liegt etwa fünfhundert Meter nordöstlich von Moosthenning am Rande des Donau-Isar-Hügellandes unmittelbar über dem Isartal.

## Geschichte
Schon vor dem Jahre 1000 bestand hier eine erste Ansiedelung. Die erste Namensnennung fällt auf einen in die Jahre 889 – 891 datierten Eintrag im Traditionsbuch des Regensburger Bischofsklosters St. Emmeram. Genannt wird hier ein Ort „Tenning“, dem offensichtlich ein Eigenname zugrunde liegt, nämlich „Tanno“ als Kurzform eines Vollnamens. Diese Vermutung stützt Dr. Fritz Markmiller darauf, dass auch in den umliegenden Orten Tunding, Gattering, Ottering, Habich die Ortsnamen sich in der Zeit der bajuwarischen Stammesbildung aus den Namen ihrer Grundherren entwickelten. Eine genauere Unterscheidung des oben gelegenen („Thürnthenning“) und des unten gelegenen Ortsteils („Moosthenning“) entwickelte sich erst später. Der Namensteil „Thürn-“ ist auf den höher gelegenen und trockeneren (dürren) Standort zurückzuführen. Weithin bekannt war im Mittelalter der Thürnthenninger Wein, weshalb die Gegend als das bayerische Frankenland bezeichnet wurde. Inhaber der Hofmark Thürnthenning war 1390 Heinrich der Leuprechtinger, im 15. und 16. Jahrhundert waren es die Stinglheim und Sandizell. Bereits 1505 ist von einem Schloss die Rede. Von 1558 bis 1568 gehörte Thürnthenning Balthasar Köllnbach, danach wieder den Stinglheim. Die bedeutendsten Inhaber der Hofmark Thürnthenning waren die Auer Freiherren von Winkl zwischen 1625 und 1820. Weitere Besitzer waren die Vieregg seit 1833 und die Niethammer. Als 1732 das Schloss abbrannte, entstand ein Neubau, der aber 1851 abgerissen wurde.
Aus der Hofmark gingen zu Beginn des 19. Jahrhunderts die Gemeinde sowie das Patrimonialgericht Thürnthenning hervor. Am 1. April 1971 wurde im Zuge der Gebietsreform die Gemeinde Thürnthenning in die Gemeinde Moosthenning eingegliedert.

## Sehenswürdigkeiten
- Filialkirche St. Johannes Nepomuk. Franz Xaver Auer ließ sie 1731 bis 1732 zur Sühne des an dem Pfarrer von Ottering begangenen Mordes vom Dingolfinger Stadtbaumeister Georg Weigenthaler errichten. Die im Umkreis von vielen Kilometern sichtbare Kirche enthält Deckenfresken von Joseph Anton Merz und Altäre aus der Bauzeit. Die Figuren am Hochaltar schuf der Geiselhöringer Bildhauer Simon Hofer.
- Wies-Kapelle. Die Kapelle am nördlichen Ortsende wurde um 1730/1740 erbaut.

## Vereine
- Freiwillige Feuerwehr Thürnthenning. Sie wurde 1885 gegründet.
- Katholischer Kirchenchor Thürnthenning
- KLJB Thürnthenning. Im Jahr 2008 konnte die Ortsgruppe ihr 85-jähriges Bestehen feiern.
- KSK Thürnthenning
- Landfrauen Thürnthenning
- OGV Thürnthenning
- SV Thürnthenning. Er wurde 1961 gegründet.
- VdK Moosthenning-Thürnthenning-Ottering

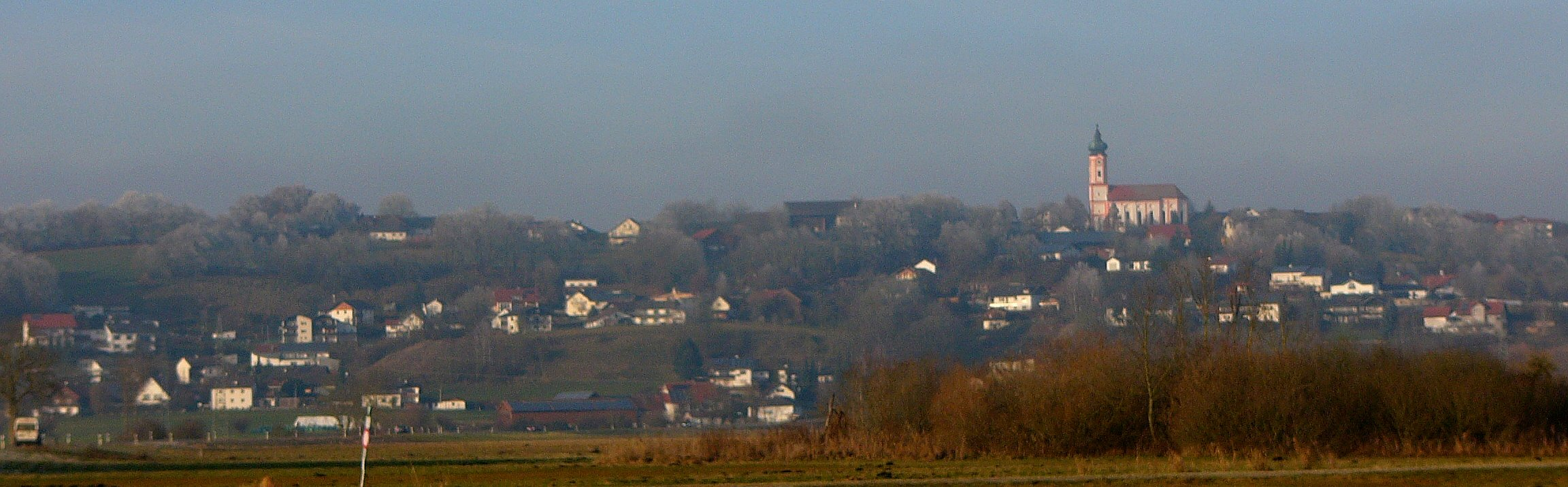
Thürnthenning von der A92 aus gesehen

- Weinfreunde Thürnthenning